# The North Alliance
The North Alliance (Noa) är ett skandinaviskt holdingbolag och byrånätverk som arbetar med kommunikation, design och teknologiutveckling. Noa grundades 2014 och består av tolv samarbetande byråer från Danmark, Sverige och Norge och är ett av Skandinaviens största byrånätverk inom design, reklam och kommunikation. Noa har sitt huvudkontor i Oslo, och byråernas kontor finns i Danmark, Norge, Sverige, Polen med över 850 anställda.

## Historik
Noa grundades 2014 av Thomas Høgebøl. Høgebøl har tidigare arbetat som chef över McCann Group.
I samband med att Noa grundades gick den finska kapitalfonden Capman in i nätverket. 2016 nådde nätverket för första gången mer än en miljard i omsättning. 2017 gjorde Capman group exit och kort därefter gick riskkapitalbolaget Norvestor in som ny ägare NoA.

## Byråer
- &Co
- Åkestam Holst
- Anorak
- Axenon
- Bold
- Bluebird Media
- Bob the Robot
- DK&A
- Noa Consulting
- Noa Connect
- Noa Elevate
- Noa Health
- Noa Ignite
- North Kingdom
- Unfold